# 腰栈站
腰栈站是一个京通线上的铁路车站，位于河北省围场满族蒙古族自治县腰站满族乡，建于1980年，目前为四等站，邮政编码为068465。目前客运：办理旅客乘降；行李、包裹托运；货运：办理整车货物发到。